# Eleições legislativas portuguesas de 1983 no distrito da Guarda
| Eleições legislativas portuguesas de 1983 Distritos: Aveiro \| Beja \| Braga \| Bragança \| Castelo Branco \| Coimbra \| Évora \| Faro \| Guarda \| Leiria \| Lisboa \| Portalegre \| Porto \| Santarém \| Setúbal \| Viana do Castelo \| Vila Real \| Viseu \| Açores \| Madeira \| Estrangeiro |

## Resultados por Concelho
Os resultados nos concelhos do Distrito da Guarda foram os seguintes:

### Aguiar da Beira
| Partido                 | Partido                   | Votos | %               | +/-  |
| ----------------------- | ------------------------- | ----- | --------------- | ---- |
|                         | Centro Democrático Social | 1 614 | 40,77 / 100,00  | -    |
|                         | Partido Social Democrata  | 1 444 | 36,47 / 100,00  | -    |
|                         | Partido Socialista        | 628   | 15,86 / 100,00  | 6,77 |
|                         | Outros                    | 111   | 2,81 / 100,00   |      |
| Votos Inválidos         | Votos Inválidos           | 162   | 4,09 / 100,00   | 1,28 |
| Total                   | Total                     | 3 959 | 100,00 / 100,00 |      |
| Eleitorado/Participação | Eleitorado/Participação   | 5 343 | 74,10 / 100,00  | 9,24 |

### Almeida
| Partido                 | Partido                   | Votos | %               | +/-  |
| ----------------------- | ------------------------- | ----- | --------------- | ---- |
|                         | Centro Democrático Social | 2 229 | 35,65 / 100,00  | -    |
|                         | Partido Social Democrata  | 2 023 | 32,35 / 100,00  | -    |
|                         | Partido Socialista        | 1 514 | 24,21 / 100,00  | 9,12 |
|                         | Aliança Povo Unido        | 165   | 2,64 / 100,00   | 0,46 |
|                         | Outros                    | 134   | 2,15 / 100,00   |      |
| Votos Inválidos         | Votos Inválidos           | 188   | 3,00 / 100,00   | 0,57 |
| Total                   | Total                     | 6 253 | 100,00 / 100,00 |      |
| Eleitorado/Participação | Eleitorado/Participação   | 8 037 | 77,80 / 100,00  | 8,18 |

### Celorico da Beira
| Partido                 | Partido                   | Votos | %               | +/-  |
| ----------------------- | ------------------------- | ----- | --------------- | ---- |
|                         | Partido Social Democrata  | 1 921 | 33,96 / 100,00  | -    |
|                         | Partido Socialista        | 1 711 | 30,25 / 100,00  | 5,72 |
|                         | Centro Democrático Social | 1 455 | 25,72 / 100,00  | -    |
|                         | Aliança Povo Unido        | 160   | 2,83 / 100,00   | 0,57 |
|                         | Outros                    | 140   | 2,48 / 100,00   |      |
| Votos Inválidos         | Votos Inválidos           | 270   | 4,77 / 100,00   | 0,82 |
| Total                   | Total                     | 5 657 | 100,00 / 100,00 |      |
| Eleitorado/Participação | Eleitorado/Participação   | 7 827 | 72,28 / 100,00  | 8,63 |

### Figueira de Castelo Rodrigo
| Partido                 | Partido                   | Votos | %               | +/-   |
| ----------------------- | ------------------------- | ----- | --------------- | ----- |
|                         | Partido Social Democrata  | 2 050 | 38,93 / 100,00  | -     |
|                         | Partido Socialista        | 1 742 | 33,08 / 100,00  | 8,80  |
|                         | Centro Democrático Social | 1 005 | 19,08 / 100,00  | -     |
|                         | Aliança Povo Unido        | 165   | 3,13 / 100,00   | 0,66  |
|                         | Outros                    | 136   | 2,58 / 100,00   |       |
| Votos Inválidos         | Votos Inválidos           | 168   | 3,19 / 100,00   | 0,37  |
| Total                   | Total                     | 5 266 | 100,00 / 100,00 |       |
| Eleitorado/Participação | Eleitorado/Participação   | 7 408 | 71,09 / 100,00  | 12,25 |

### Fornos de Algodres
| Partido                 | Partido                   | Votos | %               | +/-   |
| ----------------------- | ------------------------- | ----- | --------------- | ----- |
|                         | Partido Social Democrata  | 1 245 | 31,81 / 100,00  | -     |
|                         | Partido Socialista        | 1 170 | 29,89 / 100,00  | 9,74  |
|                         | Centro Democrático Social | 1 143 | 29,20 / 100,00  | -     |
|                         | Aliança Povo Unido        | 113   | 2,89 / 100,00   | 0,75  |
|                         | Outros                    | 125   | 3,19 / 100,00   |       |
| Votos Inválidos         | Votos Inválidos           | 118   | 3,02 / 100,00   | 0,05  |
| Total                   | Total                     | 3 914 | 100,00 / 100,00 |       |
| Eleitorado/Participação | Eleitorado/Participação   | 5 453 | 71,78 / 100,00  | 11,57 |

### Gouveia
| Partido                 | Partido                   | Votos  | %               | +/-  |
| ----------------------- | ------------------------- | ------ | --------------- | ---- |
|                         | Partido Socialista        | 4 556  | 40,95 / 100,00  | 5,65 |
|                         | Partido Social Democrata  | 3 053  | 27,44 / 100,00  | -    |
|                         | Centro Democrático Social | 1 894  | 17,02 / 100,00  | -    |
|                         | Aliança Povo Unido        | 909    | 8,17 / 100,00   | 0,52 |
|                         | Outros                    | 259    | 2,33 / 100,00   |      |
| Votos Inválidos         | Votos Inválidos           | 454    | 4,08 / 100,00   | 0,06 |
| Total                   | Total                     | 11 125 | 100,00 / 100,00 |      |
| Eleitorado/Participação | Eleitorado/Participação   | 15 300 | 72,71 / 100,00  | 9,97 |

### Guarda
| Partido                 | Partido                   | Votos  | %               | +/-   |
| ----------------------- | ------------------------- | ------ | --------------- | ----- |
|                         | Partido Socialista        | 11 149 | 46,20 / 100,00  | 11,05 |
|                         | Partido Social Democrata  | 5 616  | 23,27 / 100,00  | -     |
|                         | Centro Democrático Social | 4 533  | 18,78 / 100,00  | -     |
|                         | Aliança Povo Unido        | 1 167  | 4,84 / 100,00   | 0,02  |
|                         | Outros                    | 661    | 2,73 / 100,00   |       |
| Votos Inválidos         | Votos Inválidos           | 1 008  | 4,17 / 100,00   | 0,91  |
| Total                   | Total                     | 24 134 | 100,00 / 100,00 |       |
| Eleitorado/Participação | Eleitorado/Participação   | 31 076 | 77,66 / 100,00  | 7,20  |

### Manteigas
| Partido                 | Partido                   | Votos | %               | +/-  |
| ----------------------- | ------------------------- | ----- | --------------- | ---- |
|                         | Partido Socialista        | 957   | 38,81 / 100,00  | 7,72 |
|                         | Centro Democrático Social | 544   | 22,06 / 100,00  | -    |
|                         | Partido Social Democrata  | 440   | 17,84 / 100,00  | -    |
|                         | Aliança Povo Unido        | 366   | 14,84 / 100,00  | 0,63 |
|                         | Outros                    | 55    | 2,22 / 100,00   |      |
| Votos Inválidos         | Votos Inválidos           | 104   | 4,21 / 100,00   | 0,19 |
| Total                   | Total                     | 2 466 | 100,00 / 100,00 |      |
| Eleitorado/Participação | Eleitorado/Participação   | 3 343 | 73,77 / 100,00  | 9,91 |

### Mêda
| Partido                 | Partido                   | Votos | %               | +/-   |
| ----------------------- | ------------------------- | ----- | --------------- | ----- |
|                         | Centro Democrático Social | 1 588 | 34,33 / 100,00  | -     |
|                         | Partido Social Democrata  | 1 507 | 32,58 / 100,00  | -     |
|                         | Partido Socialista        | 1 130 | 24,43 / 100,00  | 6,25  |
|                         | Aliança Povo Unido        | 118   | 2,55 / 100,00   | 1,06  |
|                         | Outros                    | 117   | 2,52 / 100,00   |       |
| Votos Inválidos         | Votos Inválidos           | 166   | 3,59 / 100,00   | 0,06  |
| Total                   | Total                     | 4 626 | 100,00 / 100,00 |       |
| Eleitorado/Participação | Eleitorado/Participação   | 6 484 | 71,34 / 100,00  | 14,68 |

### Pinhel
| Partido                 | Partido                      | Votos  | %               | +/-   |
| ----------------------- | ---------------------------- | ------ | --------------- | ----- |
|                         | Partido Social Democrata     | 2 714  | 35,48 / 100,00  | -     |
|                         | Centro Democrático Social    | 2 119  | 27,70 / 100,00  | -     |
|                         | Partido Socialista           | 1 871  | 24,46 / 100,00  | 6,12  |
|                         | Aliança Povo Unido           | 376    | 4,92 / 100,00   | 0,03  |
|                         | Partido da Democracia Cristã | 78     | 1,02 / 100,00   | 0,55  |
|                         | Outros                       | 169    | 2,21 / 100,00   |       |
| Votos Inválidos         | Votos Inválidos              | 323    | 4,23 / 100,00   | 0,27  |
| Total                   | Total                        | 7 650  | 100,00 / 100,00 |       |
| Eleitorado/Participação | Eleitorado/Participação      | 11 204 | 68,28 / 100,00  | 11,64 |

### Sabugal
| Partido                 | Partido                   | Votos  | %               | +/-   |
| ----------------------- | ------------------------- | ------ | --------------- | ----- |
|                         | Partido Social Democrata  | 3 959  | 34,75 / 100,00  | -     |
|                         | Centro Democrático Social | 3 792  | 33,29 / 100,00  | -     |
|                         | Partido Socialista        | 2 427  | 21,30 / 100,00  | 3,84  |
|                         | Aliança Povo Unido        | 238    | 2,09 / 100,00   | 0,72  |
|                         | Outros                    | 331    | 2,92 / 100,00   |       |
| Votos Inválidos         | Votos Inválidos           | 645    | 5,67 / 100,00   | 1,53  |
| Total                   | Total                     | 11 392 | 100,00 / 100,00 |       |
| Eleitorado/Participação | Eleitorado/Participação   | 15 934 | 71,49 / 100,00  | 10,84 |

### Seia
| Partido                 | Partido                   | Votos  | %               | +/-   |
| ----------------------- | ------------------------- | ------ | --------------- | ----- |
|                         | Partido Socialista        | 7 296  | 41,28 / 100,00  | 5,71  |
|                         | Partido Social Democrata  | 5 344  | 30,24 / 100,00  | -     |
|                         | Centro Democrático Social | 2 646  | 14,97 / 100,00  | -     |
|                         | Aliança Povo Unido        | 1 429  | 8,09 / 100,00   | 1,98  |
|                         | Outros                    | 355    | 2,12 / 100,00   |       |
| Votos Inválidos         | Votos Inválidos           | 603    | 3,42 / 100,00   | 0,81  |
| Total                   | Total                     | 17 673 | 100,00 / 100,00 |       |
| Eleitorado/Participação | Eleitorado/Participação   | 23 377 | 75,60 / 100,00  | 10,10 |

### Trancoso
| Partido                 | Partido                      | Votos  | %               | +/-  |
| ----------------------- | ---------------------------- | ------ | --------------- | ---- |
|                         | Partido Social Democrata     | 3 094  | 41,09 / 100,00  | -    |
|                         | Centro Democrático Social    | 1 945  | 25,83 / 100,00  | -    |
|                         | Partido Socialista           | 1 687  | 22,40 / 100,00  | 3,97 |
|                         | Aliança Povo Unido           | 227    | 3,01 / 100,00   | 1,16 |
|                         | Partido da Democracia Cristã | 76     | 1,01 / 100,00   | 0,45 |
|                         | Outros                       | 135    | 1,80 / 100,00   |      |
| Votos Inválidos         | Votos Inválidos              | 366    | 4,86 / 100,00   | 0,88 |
| Total                   | Total                        | 7 530  | 100,00 / 100,00 |      |
| Eleitorado/Participação | Eleitorado/Participação      | 10 016 | 75,18 / 100,00  | 7,78 |

### Vila Nova de Foz Côa
| Partido                 | Partido                   | Votos | %               | +/-  |
| ----------------------- | ------------------------- | ----- | --------------- | ---- |
|                         | Partido Social Democrata  | 2 472 | 39,53 / 100,00  | -    |
|                         | Partido Socialista        | 1 631 | 26,08 / 100,00  | 5,60 |
|                         | Centro Democrático Social | 1 387 | 22,18 / 100,00  | -    |
|                         | Aliança Povo Unido        | 339   | 5,42 / 100,00   | 0,72 |
|                         | Outros                    | 158   | 2,52 / 100,00   |      |
| Votos Inválidos         | Votos Inválidos           | 266   | 4,25 / 100,00   | 1,03 |
| Total                   | Total                     | 6 253 | 100,00 / 100,00 |      |
| Eleitorado/Participação | Eleitorado/Participação   | 8 612 | 72,61 / 100,00  | 9,01 |